# 阿根廷侏脂鯉
阿根廷侏脂鯉，為輻鰭魚綱脂鯉目脂鯉亞目脂鯉科的其中一個種，分布於南美洲阿根廷西北部Bermejo河流域，體長可達3公分，棲息在底中層水域，生活習性不明。